# 印度—韓國關係
印度－韓國關係（韩语：／），简称韩印关系（韩语：／）或印韩关系，是指韓國與印度之間的雙邊關係。两国于1973年建立正式大使级外交关系。目前两国为“战略伙伴关系”。韩国在印度首都德里设有驻印大使馆，在金奈、孟买设有驻印总领馆。印度在韩国首尔设有驻韩大使馆。

## 历史

### 古代

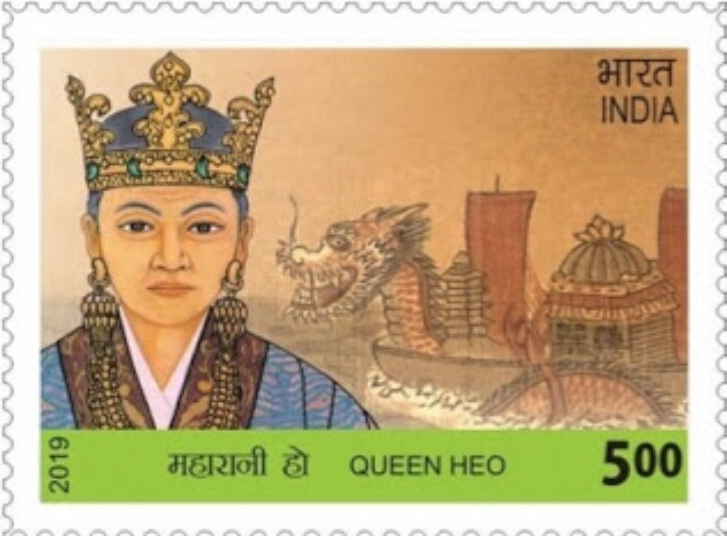
2019年印度发行的许黄玉纪念邮票

据《三国遗事》转载《驾洛国记》，公元一世纪阿踰陀國（今印度阿约提亚）公主许黄玉渡海来到韩国，后嫁给金首露成为金官伽倻的皇后。
朝鲜三国时期，印度佛教经中国传入韩国。据《三国史记》卷二四和《三国遗事》卷三记载，384年（枕流王元年），印度僧人摩羅難陀从中国东晋将佛教传入百济。526年，百济僧人谦益前往印度取经，后开创戒律宗。723年，新罗僧人慧超在中国受其印度师傅的指引前往印度取经，并撰写了《往五天竺国传》。

### 现代
朝鲜战争期间，印度对朝鲜半岛南北方采取了相对中立的立场，支持了联合国谴责朝鲜入侵韩国，要求朝鲜退回北纬38度线北侧的第82、83号决议案，但没有支持出兵朝鲜的第84号决议案。不过，印度对联合国军参战给予了道义支持，并派出了一支346人的医疗救护队。朝鲜战争停火后，印度一度还曾出任中立国遣返委员会主席，并主持战俘遣返工作。

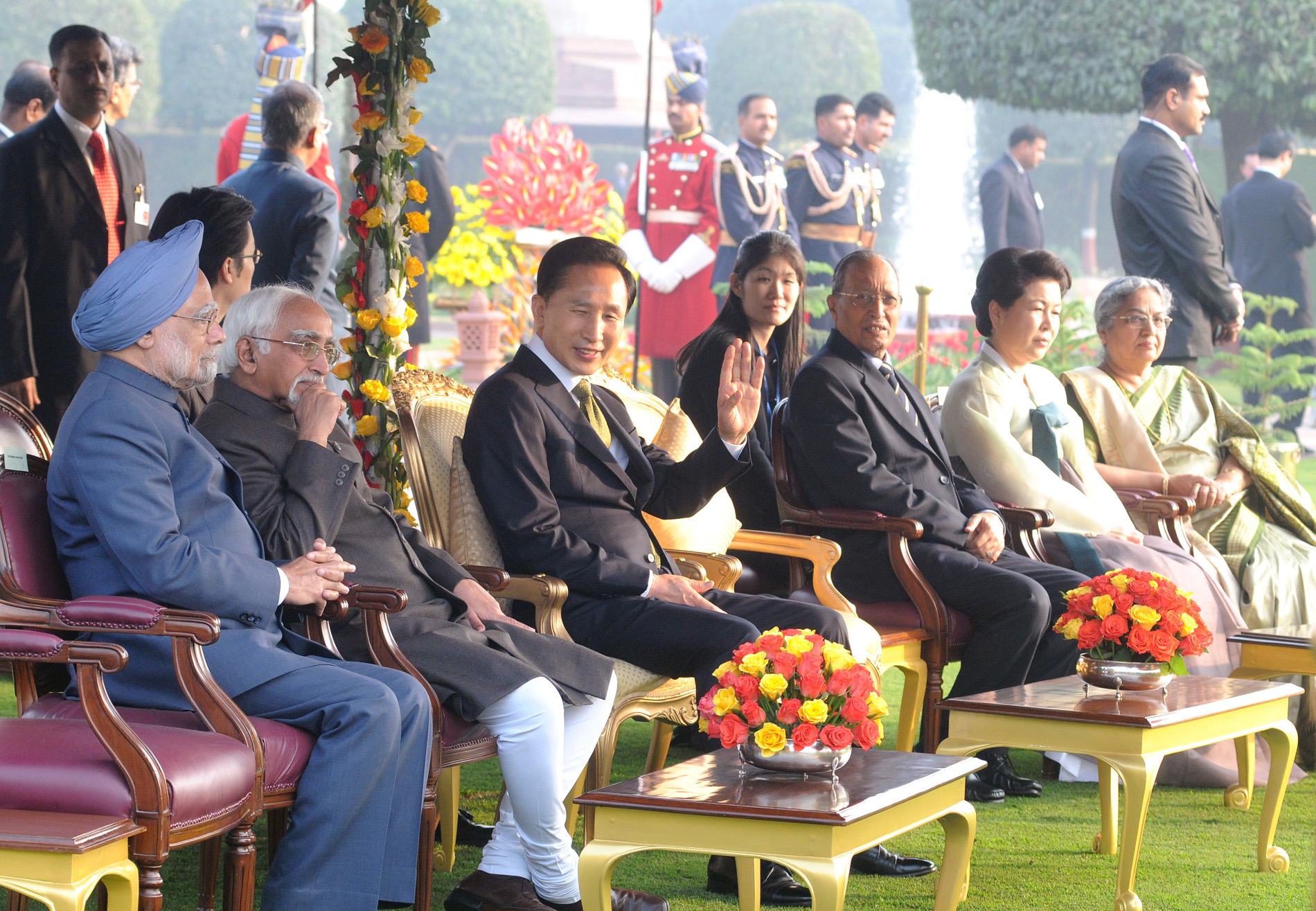
2010年1月26日，韩国总统李明博作为主宾出席了印度国庆典礼

1962年，印度与韩国建立了领事级外交关系，1973年升级为正式的大使级外交关系。由于印度同时也与朝鲜建立了外交关系，韩印关系在建交后一直比较冷淡。冷战结束后，双方关系开始升温。20世纪90年代初，印度拉奥政府提出面向东亚与东盟国家的“东向”外交战略。而此时的韩国金泳三政府也在积极推行全球化、多元化的外交战略。1993年9月，时任印度总理拉奥率先访韩，成为韩印关系发展的转折点。1996年时任韩国总统金泳三回访印度后，两国关系的发展得到进一步的推动。
进入21世纪后，韩印两国高层互访变得非常频繁。2004年10月时任韩国总统卢武铉访问印度时，双方建立起“面向和平繁荣的长期合作伙伴关系”。李明博就任韩国总统后推出了“新亚洲外交”的策略，并于2010年作为主宾出席了印度国庆。在他访印期间，两国关系被提升为“战略伙伴关系”。2014年莫迪就任印度总理后，“东向”外交战略被进一步的付诸实施。2015年5月莫迪访韩期间，两国关系提升为“特别战略伙伴关系”。文在寅出任韩国总统后提出了以印度为主要对象国之一的“新南方政策”。2018年7月和2019年2月，文在寅与莫迪进行了互访。

## 经贸关系

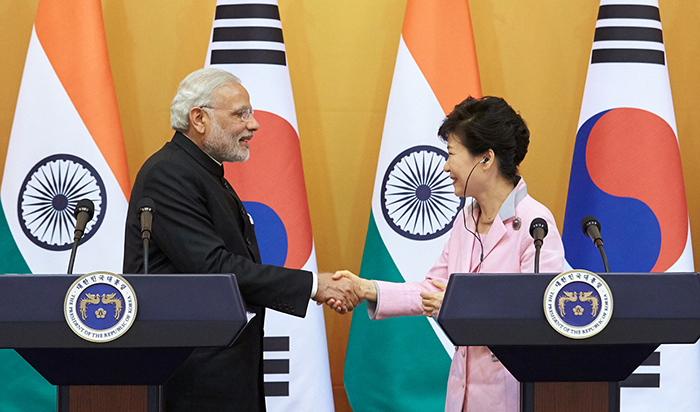
2015年5月莫迪访韩

1963-1970年间，韩印双边贸易的总额不足0.4亿美元，1970年代上升至近5亿美元，1980年代达到近56亿美元。1980年以前，韩国在与印度的贸易中一直逆差。1993年，韩印两国年贸易额达到5.3亿美元，2003年达到40亿美元，2008年激增至156亿美元。两国签署自贸协定后，双边贸易更是在2011年达到206亿美元的高峰。不过受世界经济下滑因素的影响，两国贸易2012年开始出现下滑。
韩印两国于2006年3月开启等同于自贸协定的CEPT （Comprehensive Economic Partnership Agreement）谈判。2009年8月，双方贸易部长在韩国首尔签订《全面经济伙伴关系协议》。这是印度与经合组织（OECD）国家首次签订自贸协议，也是韩国签订的第8个自贸协议。2010年1月1日，协议正式生效。
2011年，韩印两国还签署了《核能合作协议》，承诺在核电设备、核电站建设等领域展开合作。

## 防务合作
2005年，韩印两国签署了首份防务合作备忘录。此后，平均每两年就有一份新的备忘录签订。2007年5月和6月，时任韩国国防部长金章洙出访印度。这是韩国国防部长首次访印。2010年9月，时任印度国防部长安东尼对韩国进行了回访。这也是印度国防部长首次访韩。期间双方签署的《韩印国防合作谅解备忘录》和《韩印国防研究开发合作谅解备忘录》被认为是两国防务合作的里程碑文件。
韩国同时也是印度的武器供应大国。韩国江南公司、三星集团、现代重工等企业在排雷舰、榴弹炮、自行火炮、潜艇等武器制造领域很有竞争力，并已经承接了印度的大额订单。印度有望成为韩国的第二大武器出口目的地。

## 文化交流
2011和2012年，印度和韩国分别在首尔、德里开设印度文化中心和韩国文化中心。两国的主要大学也开始开设印度语与韩国语的教学。2012年，两国签订了方便人员往来的“简化签证协议”。

## 外部連結
- List of Agreements signed between India and South Korea in May 2015（页面存档备份，存于）